# Ignacy Mateusz
Ignacy Mateusz (ur. ?, zm. ?) – w latach 1782–1817 110. syryjsko-prawosławny Patriarcha Antiochii. 